# Monumenta Historica Societatis Iesu
Die Monumenta Historica Societatis Iesu (MHSI; Historische Denkmäler der Gesellschaft Jesu) sind eine Sammlung mit kritischen Ausgaben von Dokumenten über die Ursprünge und die frühen Jahre der Gesellschaft Jesu (lateinisch Societas Jesu, abgekürzt SI; Ordenskürzel: SJ), auch der Schriften von Ignatius von Loyola, ihres Gründers.
Die 24. Generalkongregation der Gesellschaft Jesu (1892) hatte dem neu gewählten Generaloberen Luis Martín empfohlen, die ältere Tradition der Geschichtsschreibung nach der Aufhebung des Jesuitenordens (1773) zu erneuern. Bis zum 19. Jahrhundert hatten jedoch historische Forschungsmethoden erhebliche Fortschritte gemacht. Luis Martin entschied daher, das ehrgeizige Projekt der systematischen Veröffentlichung kritischer Ausgaben von Dokumenten über die Ursprünge der Gesellschaft zu starten. Eine Expertengruppe wurde zusammengestellt, die bereits 1894 in Madrid den ersten Band des MHSI veröffentlichte. Mit der Gründung des Historischen Instituts der Gesellschaft Jesu (IHSI) in Rom (1930) wurde die Arbeit des MHSI fortgesetzt. Die Nähe zu den Archiven des Ordens erleichterte die Arbeit.

## Kurze Übersicht zu veröffentlichten Bänden
Die folgende Übersicht erhebt keinen Anspruch auf Aktualität oder Vollständigkeit:

### Schriften des hl. Ignatius von Loyola
1. Epistolae et Instructiones (Briefe und Instruktionen): 12 Bände.
2. Exercitia spiritualia (Text der Geistlichen Übungen und ihrer Direktorien): 2 Bände.
3. Constitutiones et Regulae Soc. Iesu (Lateinischer und spanischer Text; vorbereitende Dokumente, verschiedene Regelwerke und Richtlinien): 8 Bände.
4. Fontes narrativi de Sancto Ignacio (Schriften über den hl. Ignatius von seinen Zeitgenossen): 4 Bände.

### Primärquellen von Ignatius’ Zeitgenossen
1. Epistolae mixtae: 1537–1556 (Briefe an den hl. Ignatius): 5 Bände.
2. Litterae quadrimestres: 1546–1562 (Vierteljährliche Berichte an die Zentralregierung der Gesellschaft): 7 Bände.
3. Epistolae S.Francesci Xaverii: 1535–1552 (Briefe und andere Schriften des hl. Franz Xaver): 2 Bände.
4. Dokumente, Briefe usw. der ersten Begleiter des hl. Ignatius: Favre (1 Band), Salmerón (2 Bände), Broët, Codure, Le Jay, Rodrigues (1 Band), Bobadilla (1 Band), Ribadeneyra (2 Bände), Polanco (2 Bände)
5. Commentarii de Instituto Societatis Iesu (Jerome Nadals Anweisungen zu den Konstitutionen): 2 Bände.

### Zur Jesuitenpädagogik
- Monumenta paedagogica Societatis Iesu: 1540–1616 (Ratio Studiorum und ihre vorbereitenden Dokumente): 7 Bände.

### 'Monumenta' nach Land
1. Monumenta anticae Hungariae: 1550–1600 (Ungarn): 4 Bände.
2. Catalogi Provinciae Austriae: 1551–1640 (Österreich): 2 Bände.
3. Monumenta Angliae: 1541–1662 (England): 3 Bände.
4. Monumenta Peruana: 1565–1604 (Peru): 8 Bände.
5. Monumenta mexicanae: 1570–1605 (Mexiko): 8 Bände.
6. Monumenta Brasiliae: 1538–1565 (Brasilien): 5 Bände.
7. Monumenta Novae Franciae: 1602–1661 (Französisch-Kanada): 9 Bände.
8. Documenta indica: 1540–1597 (Indien): 18 Bände.
9. Monumenta Historiae Japoniae: 1547–1562 (Japan):3 Bände.
10. Documenta Malucensia: 1542–1682 (Molukken): 3 Bände.
11. Monumenta Proximis Orientis: 1523–1700 (Naher Osten): 5 Bände.
12. Monumenta Sinica: 1546–1562 (China): 1 Band.